# Tadeusz Bradecki
Tadeusz Bradecki (ur. 2 stycznia 1955 w Zabrzu, zm. 24 stycznia 2022 w Londynie) – polski aktor i reżyser teatralny, dramaturg.

## Życiorys
Aktor, reżyser, autor. Absolwent wydziałów: aktorskiego (1977) i reżyserii dramatu (1981) krakowskiej PWST. Podczas studiów reżyserskich odbył staż w Teatrze Laboratorium we Wrocławiu oraz staż aktorski u Petera Brooka.
Od początku swojej kariery artystycznej związany z Teatrem Starym w Krakowie; w latach 1977–1990 jako aktor i reżyser, później w latach 1990–1996 dyrektor naczelny i artystyczny. Za jego kadencji Stary Teatr został członkiem Unii Teatrów Europy. Od 2007 dyrektor artystyczny Teatru Śląskiego im. Wyspiańskiego w Katowicach. Wykładowca na London Academy of Music and Dramatic Art.
Grał m.in. u Jerzego Grzegorzewskiego (Widmo w Weselu Wyspiańskiego, 1977), Andrzeja Wajdy (Józio Chomiński w Z biegiem lat, z biegiem dni..., 1978), Giovanniego Pampiglione (Lelio w Łgarzu Goldoniego, 1981). Wystąpił w filmach m.in. Krzysztofa Zanussiego i Krzysztofa Kieślowskiego.
Żoną artysty była Magdalena Jarosz-Bradecka.

## Nagrody i wyróżnienia
Był laureatem nagrody im. Konrada Swinarskiego, przyznawanej przez redakcję miesięcznika „Teatr”, za sezon 1985/1986, za reżyserię spektakli Woyzeck Georga Büchnera w Starym Teatrze w Krakowie i Pan Jowialski Aleksandra Fredry w Teatrze im. Stefana Jaracza w Łodzi. Otrzymał też nagrodę im. Schillera (1980), nagrodę im. Wyspiańskiego za osiągnięcia w dramaturgii i reżyserii (1987), nagrodę Ministra Kultury i Sztuki (1987) oraz dwukrotnie „Złotego Yorika” za przedstawienia Romeo i Julia Williama Shakespeare'a w Teatrze Polskim we Wrocławiu (1994) i Miarka za miarkę w Starym Teatrze w Krakowie (1998).
W 2001 został uhonorowany nagrodą im. Stanisława Ignacego Witkiewicza, przyznaną przez Polski Ośrodek ITI, za popularyzację polskiej kultury teatralnej za granicą.
W 2013 został odznaczony Srebrnym Medalem „Zasłużony Kulturze Gloria Artis”.

## Dramaty
- W piaskownicy (1980)
- Wzorzec dowodów metafizycznych (1985)
- Saragossa (1998); na motywach biografii Jana Potockiego i jego powieści Rękopis znaleziony w Saragossie.

## Reżyseria
- Biedni ludzie wg Dostojewskiego (1983), przedstawienie dyplomowe
- Wiosna narodów... Nowaczyńskiego (1987)
- Operetka Gombrowicza (1988, 1995),
- Fantazy Słowackiego (1991)
- Rękopis znaleziony w Saragossie Potockiego (1992)
- Jak wam się podoba Szekspira (1993)
- Markiza de Sade Mishimy (2000)
- Requiem Palestra (1990) (opera)
- Maksymilian Kolbe Probsta (1990) (opera)
- Widmo Moniuszki (1998) (opera)
- Don Giovanni Mozarta (1997).

## Filmografia
- Spirala (1978)
- Amator (1979)
- Hotel klasy lux (1979)
- Constans (1980)
- Wielki bieg (1981)
- Z dalekiego kraju (1981)
- Dolina Issy (1982)
- Bez końca (1984)
- Rok spokojnego słońca (1984)
- Gdzieśkolwiek jest, jeśliś jest... (1988)
- Mistrz i Małgorzata (1988) – Jeszua Ha-Nocri
- Stan posiadania (1989)
- Życie za życie. Maksymilian Kolbe (1990)
- Panny i wdowy (1991) – mąż Zuzanny (odc. 5)
- Lista Schindlera (1993)
- Linia opóźniająca (1997)
- Brat naszego Boga (1997)
- Życie jako śmiertelna choroba przenoszona drogą płciową (2000)
- Suplement (2002)
- Pręgi (2004)
- Persona non grata (2005)
- Karol. Człowiek, który został papieżem (2005) – prałat Kurowski
- Glina (2008) – Rokicki, były aktor, właściciel baru Okruszek (odc. 22)
- Czas honoru (2012) – reżyser Tadeusz Wolski

## Teksty piosenek
- „Kiedyś nadejdzie taki dzień” z płyty Nawet Grzegorza Turnaua (2002)